# 博洛戈耶湖

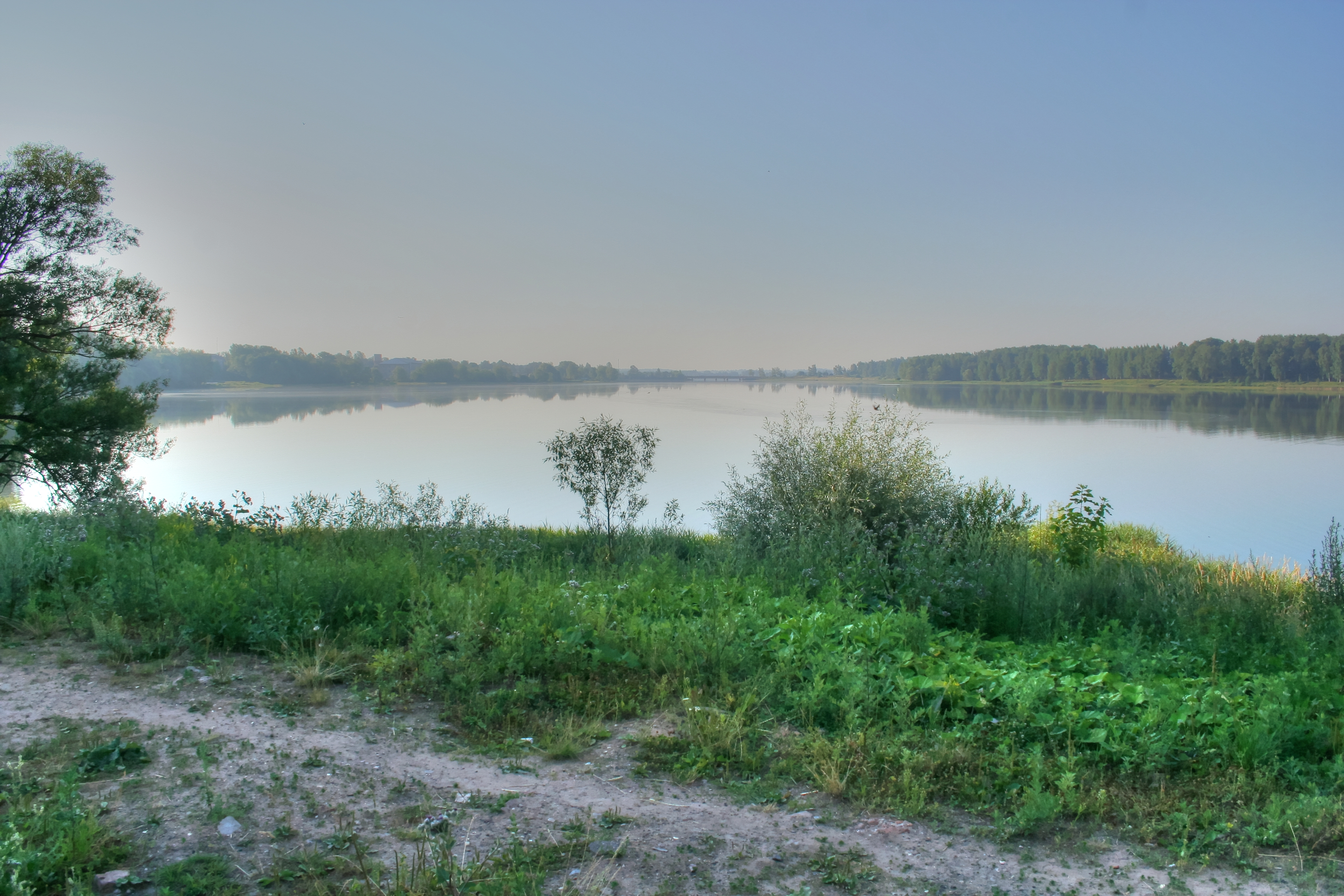

57°52′0″N 34°5′0″E / 57.86667°N 34.08333°E
博洛戈耶湖（俄语：Бологое озеро）是俄羅斯的湖泊，位於該國西北部特維爾州，長7.5公里、寬3公里，面積7.87平方公里，海拔高度172米，湖岸線長度28.2公里，集水區面積133平方公里，平均水深3米，最大水深4.3米。